# Selle suédois
Le Selle Suédois (suédois : svenskt varmblod) est un registre généalogique de chevaux de sport de haut niveau en Suède.

## Dénomination
Il est aussi appelé « cheval de selle suédois » ou « demi-sang suédois ». En anglais, il est appelé Swedish halfbred ou Swedish warmblood.

## Histoire

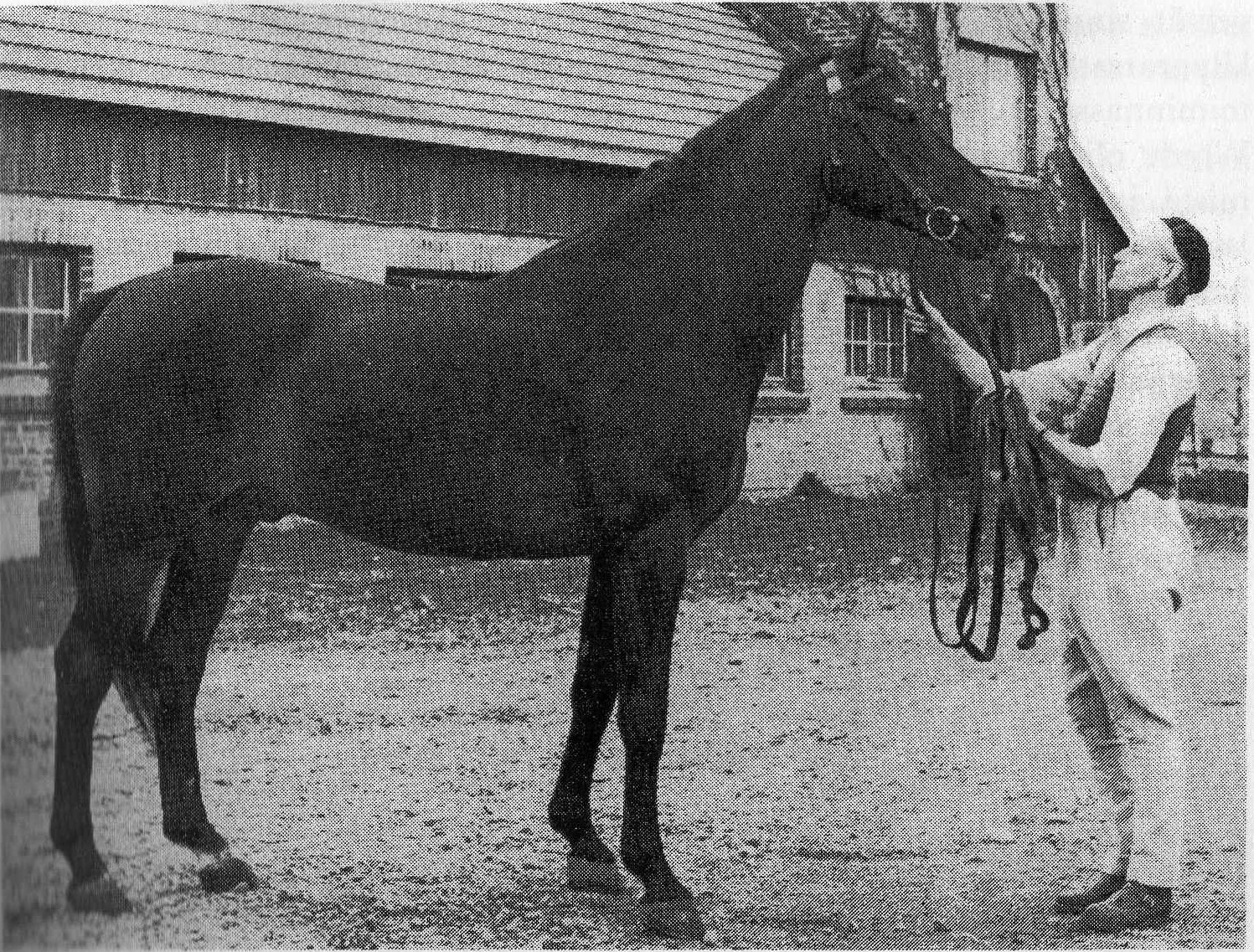
La baronne Eva Wrede avec son étalon Selle suédois Hampus, en 1956.

L'élevage du cheval de sport n'est pas une tradition ancrée en Suède, en raison du climat et de l'introduction tardive des principes d'élevage sélectif et de la notion de cheval à sang chaud, qui arrive vers 1860.
Le Selle suédois trouve son origine dans l'élevage des chevaux de cavalerie, notamment au haras de Flyinge. Le gouvernement suédois met en place un examen systématique des reproducteurs en 1874. Un registre généalogique (stud-book) est institué la même année. Pour élever le cheval de selle, des croisements sont pratiqués entre le Pur-sang et divers demi-sangs, tels que l'Anglo-normand, le Hanovrien et le Trakehner.
La race est ainsi développée dans des haras prestigieux tels les haras de Stromsholm (fondé en 1621) et de Flyinge (fondé en 1658).

## Description
Il est plus grand et charpenté que la plupart des chevaux de selle. Il mesure 1,64  à   1,70 m selon Bongianni et CAB International, Bonnie Lou Hendricks (université de l'Oklahoma) citant 1,64  à   1,72 m, alors que l'autrice tchèque Helena Kholová cite une moyenne de 1,65 m.

### Morphologie
Le modèle est médio-longiligne. C'est un cheval de sport. Le Selle suédois est relativement imposant. 
Sa tête est proportionnée au corps, d'apparence raffinée, de profil rectiligne ou convexe (moutonné),. Les oreilles sont longues selon Hendricks et Bongianni,, courtes selon Kholová. La tête est bien attachée à l'encolure, qui est longue, et bien dessinée, et elle-même bien greffée à l'épaule. Le garrot est proéminent,. L'épaule est musclée, inclinée, et puissante. Le thorax est ample et profond. Le dos est long et relativement droit,. La croupe est large, longue et plate,. La queue est attachée haut.
Les membres sont qualifiés de « parfaits », longs, musclés et résistants. Les articulations sont larges et sèches. Les tendons sont secs et bien détachés. Le pied est solide.

### Robe
La robe est le plus souvent baie sous toutes ses nuances (dont bai-brun) ou alezane, ou plus rarement, grise,,.

### Tempérament et allures
Le Selle suédois est réputé tranquille et intelligent dans son tempérament,.
La race a fait l'objet d'une étude visant à déterminer la présence de la mutation du gène DMRT3 à l'origine des allures supplémentaire : cette étude a confirmé l'absence de cette mutation chez le Selle suédois ainsi que celle de chevaux ambleurs parmi la race.

### Sélection

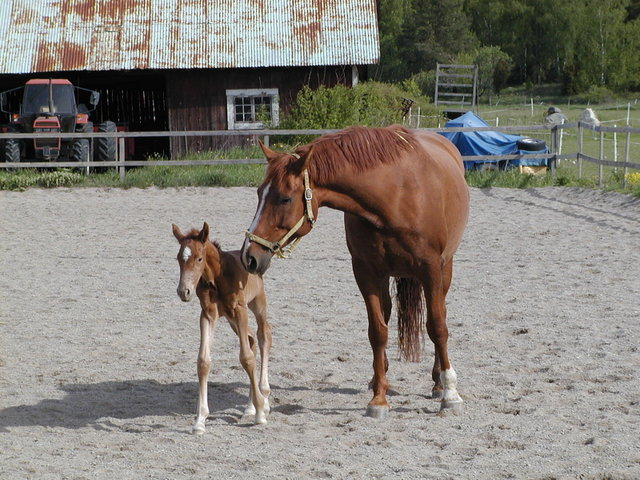
Jument Selle suédois accompagnée de son poulain âgé de trois heures.

Les juments sont examinées sur leurs qualités avant d'être inscrites au stud-book. Les étalons reproducteurs sont l'objet d'examens tout aussi rigoureux. Environ la moitié des mâles sur une génération sont approuvés pour la reproduction.

## Utilisations

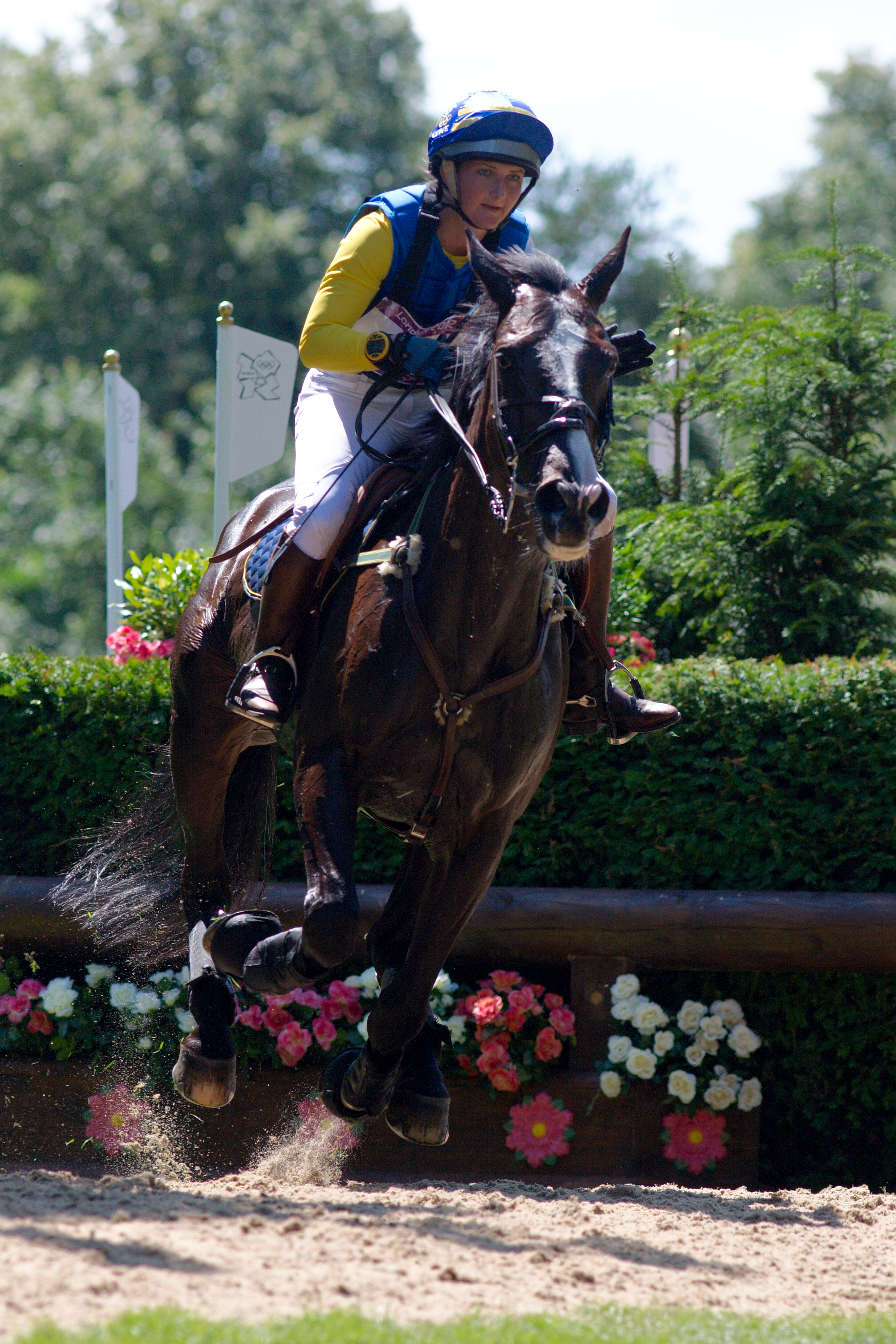
La Fair, montée en concours complet à Londres en 2012.

Le Selle suédois est un excellent cheval de sport, qui performe jusqu'au niveau olympique,. Il est exceptionnellement bon dans la discipline du dressage. La qualité de son trot y est tout particulièrement réputée.
Il dispose aussi de bonnes qualités de sauteur, grâce à la puissance de ses jarrets. Plusieurs Selle suédois se sont taillé une solide réputation en saut d'obstacles, dont Butterfly Flip et sa fille Flip's Little Sparrow, Mynta, ou encore Nice Stéphanie.
Il est enfin très bon en concours complet d'équitation.

## Diffusion de l'élevage
C'est une race commune. L'ouvrage Equine Science (4e édition de 2012) le classe parmi les races de chevaux de selle connues au niveau international.
Il est élevé dans toute l'Europe et aux États-Unis.